# (9504) Lionel
(9504) Lionel est un astéroïde de la ceinture principale.

## Description
(9504) Lionel est un astéroïde de la ceinture principale. Il fut découvert par Cornelis Johannes van Houten, Ingrid van Houten-Groeneveld et Tom Gehrels le 29 septembre 1973 à l'observatoire Palomar. Ses noms provisoires sont 1978 RC2 et  2224 T-2. Il présente une orbite caractérisée par un demi-grand axe de 2,94 UA, une excentricité de 0,769 et une inclinaison de 2,39° par rapport à l'écliptique.
Il fut nommé en référence à Lionel, personnage de la légende arthurienne, l'un des Chevaliers de la Table ronde.

## Compléments